# La Dernière Réserve
La dernière réserve est une série télévisée d'animation française en 26 épisodes de 26 minutes réalisée par Stéphane Piera et diffusée à partir du 30 août 2000 sur TF1.

## Synopsis
Les aventures humoristiques d'une réserve peuplée d'indiens qui sont transportés dans le futur et cherchent à revenir dans leur époque.

## Voix françaises
- Éric Missoffe : Chien fou
- Michel Elias : Taureau Subtil, Moustache Murphy, Racket
- Olivier Jankovic : Pesos Bill, Tempouri
- Laurence Dourlens : Etoile Filante, Pied Leger

## Fiche Technique
- Titre en français : La dernière réserve
- Titres en anglais :  The last reservation
- Réalisation : Stéphane Piera
- Scénarios et adaptation: Jean-Pierre Martinez
- Storyboard : Rino, Didier Degand, Patrice Musson, Juan Diaz, Jean-Philippe Doistau, Mathieu Venant et Olivier Derynck
- Musiques : Stéphane Meer
- Production : Gaspard de Chavagnac, Christoph Sieciechowicz et Harro Von Have
- Origine :  France  Allemagne  Espagne
- Maisons de production : 
 Dargaud Marina 
 Télévision Française 1 
 D'Ocon Films Productions
 EIV entertainment

## Épisodes
1. Retour vers le passé
2. Devine qui vient diner ?
3. Dodo subtil
4. Mauvais rêve
5. Magie blanche
6. Western
7. Ce bon vieux temps pourri
8. C'est pas lui, c'est moi !
9. L'objet d'art
10. Un passé plutôt imparfait
11. Coup de lune
12. La tribu préférée des dieux
13. Histoire d'amour
14. Téléportation
15. Sacré sorcier
16. La montagne qui gronde
17. La dent de la sagesse
18. Le cirque des clones
19. La machine à remonter le temps
20. Bienvenue à Pesos Ville
21. La panique à l'hôpital
22. Un bison vraiment énorme
23. Camping sauvage
24. Dossier numéro 12327
25. Philtre d'oubli
26. Tante Melinda

## Produits dérivés
- 2002 : édition VHS par TF1 Vidéo